# Aldo Novelli
Aldo Novelli (Livorno, 29 marzo 1933) è un ex calciatore italiano, di ruolo interno.

## Carriera
Giocò in Serie A con Fiorentina, Torino (in prestito dai viola) e Bari.